# 밀란 오브레노비치 2세
밀란 오브레노비치 2세(세르비아어: Милан Обреновић II / Milan Obrenović II, 1819년 10월 21일 ~ 1839년 7월 8일)는 세르비아 공국의 공작(크네즈(Knez), 재위: 1839년 6월 25일 ~ 1839년 7월 8일)이다.
밀로시 오브레노비치(Miloš Obrenović) 공작과 류비차 부코마노비치(Ljubica Vukomanović) 공작부인의 아들로 태어났다. 현재의 베오그라드 대학교의 전신인 베오그라드 고등학교를 졸업했으며 프랑스어, 독일어를 배웠다. 부왕인 밀로시 오브레노비치가 전제 정치로 민심을 잃고 1839년 6월 25일에 퇴위하자 공작위를 물려받았다. 하지만 결핵으로 병약하여 재위 13일 만인 1839년 7월 8일에 병사했다.